# Nyárádmagyarós község
Nyárádmagyarós község (románul: Comuna Măgherani) község Maros megyében, Romániában. Központja Nyárádmagyarós, beosztott falvai Nyárádselye, Torboszló.

## Népessége
A 2011-es népszámlálás adatai alapján a község népessége 1309 fő volt.

## Története
2004-ig hozzá tartozott Székelybere, Berekeresztúr, Kendő, Mája, Márkod, Nyárádszentimre, Seprőd, amelyekből ekkor megalakult az önálló Székelybere község.